# Scott Forstall

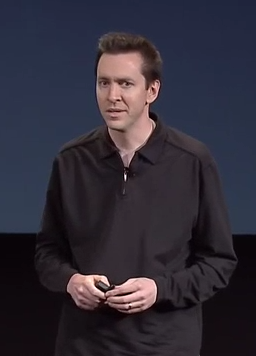
Scott Forstall, 2008

Scott Forstall (* 1969 in Washington) ist ein US-amerikanischer Manager und Informatiker. Er war bei Apple verantwortlich für das Betriebssystem iOS.
Forstall erhielt 1992 einen Master der Informatik an der Stanford University. Er war Mitarbeiter der Firma NeXT, die 1996 von Apple aufgekauft wurde. Er gilt als einer der Hauptentwickler des Betriebssystems OS X sowie der Benutzeroberfläche Aqua.
Ab 2007 leitete er die Entwicklung von iOS und wurde im Juni 2008 zum Senior Vice President ernannt.
Scott Forstall hat 2013 die Firma Apple verlassen. Die Verantwortung für das Betriebssystem iOS ging bereits Ende Oktober 2012 an Craig Federighi über, der zu diesem Zeitpunkt bereits für das Betriebssystem OS X zuständig war.